# Oliver Twist (miniserie televisiva 1960)
Oliver Twist è una miniserie televisiva brasiliana, tratta dall'omonimo romanzo di Charles Dickens. 
È il secondo adattamento televisivo dell'opera prodotto in Brasile dopo quello trasmesso nel 1955. Ha come protagonista Osmar Prado (Oliver Twist). 

## Produzione
La miniserie è stata prodotta in Brasile da TV Paulista.

## Distribuzione
La miniserie è stata trasmessa alla televisione in Brasile a partire dal 7 gennaio 1960. È stata presentata anche in altri paesi, inclusa la Bulgaria.